# Сен-Савен-сюр-Гартамп (аббатство)
Сен-Савен-сюр-Гартамп (фр. Saint-Savin-sur-Gartempe) — старинное бенедиктинское аббатство во Франции, приобрело известность своими уникальными и хорошо сохранившимися фресками XI—XII века. Известно как «романская Сикстинская капелла». Фрески Сен-Савен-сюр-Гартамп — самый большой и характерный ансамбль романских росписей Франции. Аббатство включено в число объектов Всемирного наследия ЮНЕСКО.
Сен-Савен-сюр-Гартамп расположен на территории современного департамента Вьенна, в черте города Сен-Савен (25 км к востоку от Пуатье), на берегу реки Гартамп.

## История

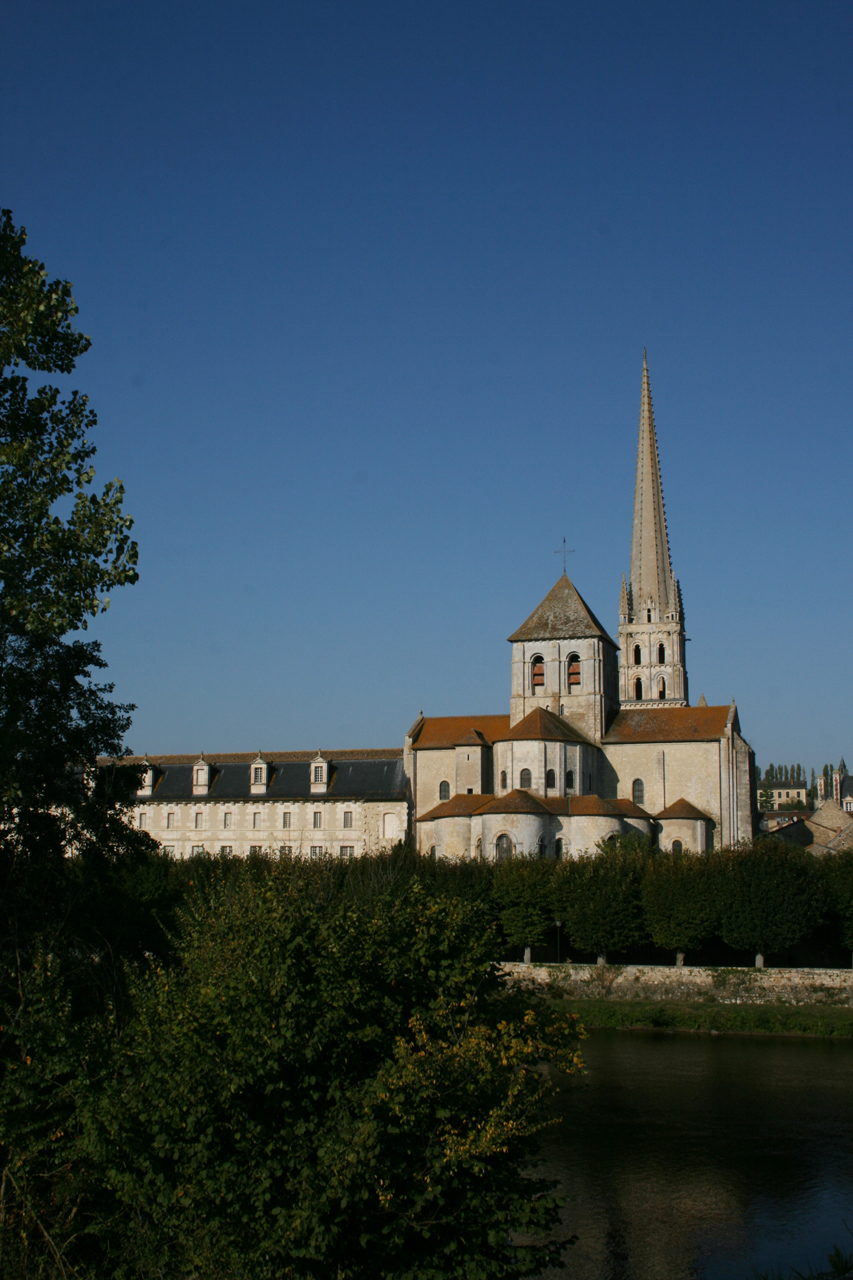
Восточная сторона аббатства

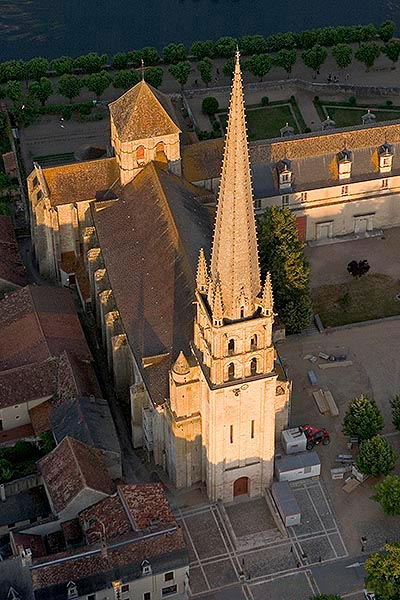
Вид с воздуха

Согласно местному церковному преданию в V веке на берега реки Гартамп пришли двое братьев из Македонии Савен и Киприан, спасавшиеся от гонений на христиан. Здесь они были замучены и почитались в регионе как святые.
Когда в IX веке здесь были обнаружены останки мучеников, на их могиле по повелению Карла Великого было основано аббатство, получившее имя святого Савена. Точная дата основания монастыря неизвестна, так как большинство исторических документов библиотеки аббатства погибло в XVI веке в период религиозных войн. В IX веке была построена и первая монастырская церковь в каролингском стиле.
В 1010 году Омод, графиня Пуату и Аквитании, сделала щедрое пожертвование в пользу аббатства, что позволило начать строительство современной церкви. Возведение и отделка храма продолжались с 1040 по 1090 года под руководством аббатов Одона и Жерве. В XIII веке граф Тулузский Альфонс де Пуатье, брат Людовика Святого выделил большую сумму на расширение аббатства и строительство новых зданий. В XV веке была возведена колокольня.
Во время Столетней войны аббатство несколько раз переходило из рук в руки, однако наибольший урон ему принесли религиозные войны во Франции XVI века, в 1562 и 1568 году оно было разорено гугенотами. Способствовали разрушению монастыря и сами аббаты Сен-Савена конца XVI — начала XVII века, многие из которых больше заботились о прибыли, а не о сохранении зданий. В 1600 году один из настоятелей приказал разобрать часть построек XII и XIII веков и продать камни, из которых они были сложены.
В 1640 году по приказу Людовика XIII очередной недостойный настоятель был отстранён, а в Сен-Савен переселился ряд монахов из монастыря Нуайе, принадлежавших к конгрегации святого Мавра, из них же назначались и настоятели. Это положило конец периоду упадка и разрушения аббатства. Между 1640 и 1692 годом проводилась реконструкция монастыря. Монахи конгрегации святого Мавра внесли большой вклад в сохранение фресок Сен-Савена, в то же время они заменили старинные алтари на современные им. В тот же период были построены отдельные здания на месте разрушенных.
В период Великой французской революции Сен-Савен, как и прочие монастыри страны, был закрыт. Жилые помещения монастыря стали использоваться как жилые комнаты для частных лиц, а клуатр аббатства — как место проведения революционных праздников. Церковь аббатства стала обычной приходской.
В середине XIX века была осознана значимость фресок церкви Сен-Савена, которые к тому времени частично начали разрушаться. Неоценимый вклад в их сохранение внёс Проспер Мериме, в тот период главный инспектор исторических памятников Франции. По его указанию в 1836 году были предприняты наиболее срочные меры по спасению памятника. В 1840 году церковь была закрыта, выполнена аккуратная реставрация фресок и предпринят ряд работ, направленных на предотвращение их разрушения. К 1849 году работы были закончены, а фрески спасены. Была также реконструирована колокольня храма.
В 60 годах XX века в церкви были проведены дополнительные реставрационные работы. В 1983 году аббатство Сен-Савен-сюр-Гартамп было включено в число объектов Всемирного наследия ЮНЕСКО. В 1990 году в зданиях аббатства разместился «Международный центр настенной росписи».

## Церковь

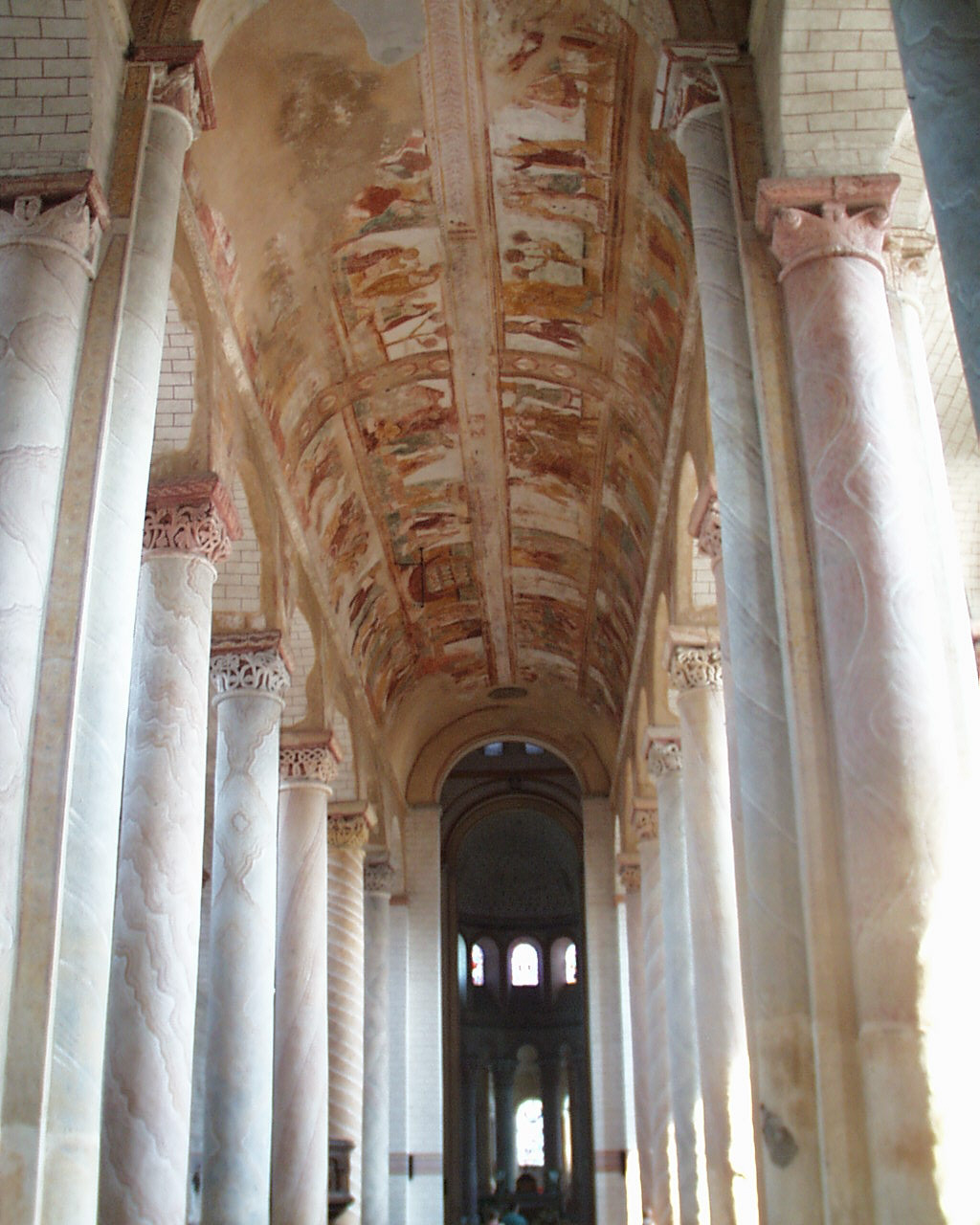
Центральный неф

Церковь имеет в плане латинский крест, обычная форма для храмов романского стиля. Алтарная часть обращена к востоку. Церковь насчитывает 76 метров в длину, высота колокольни — 77 метров, длина трансепта — 31 метр. Южный рукав трансепта короче северного, так как он упирается в монастырские здания. Длина главного нефа — 42 метра, ширина — 17 и высота — также 17 метров. Центральный неф выделен колоннами высотой 15 метров, они поднимаются до свода. Шесть восточных травей (прямоугольных фрагментов свода) главного нефа перекрыты гладким сводом, три западные расчленены несущими арками.
Колонны расписаны в пастельных тонах, хорошо гармонирующих с прочим интерьером. Боковые нефы с крестовыми сводами не уступают по ширине центральному и почти равны ему по высоте. Свод центрального корабля имеет суммарную площадь 412 м². Он полностью расписан, одновременно опирается на колонны и полуколонны в стенах. Центральный корабль церкви не освещён напрямую, лишь боковыми окнами, но их удачное расположение обеспечивает, тем не менее, хорошее освещение.
На пересечении трансепта и центрального нефа расположены четыре массивные колонны, поддерживающие свод, над которым расположена квадратная башня. К этим колоннам выходят концы деамбулатория. К узкому деамбулаторию примыкают пять круглых капелл разного размера. В церкви две крипты, одна под апсидой, вторая под деамбулаторием.
Колокольня расположена по центру над входным портиком и нартексом церкви и насчитывает 9 лестничных пролётов.

## Роспись

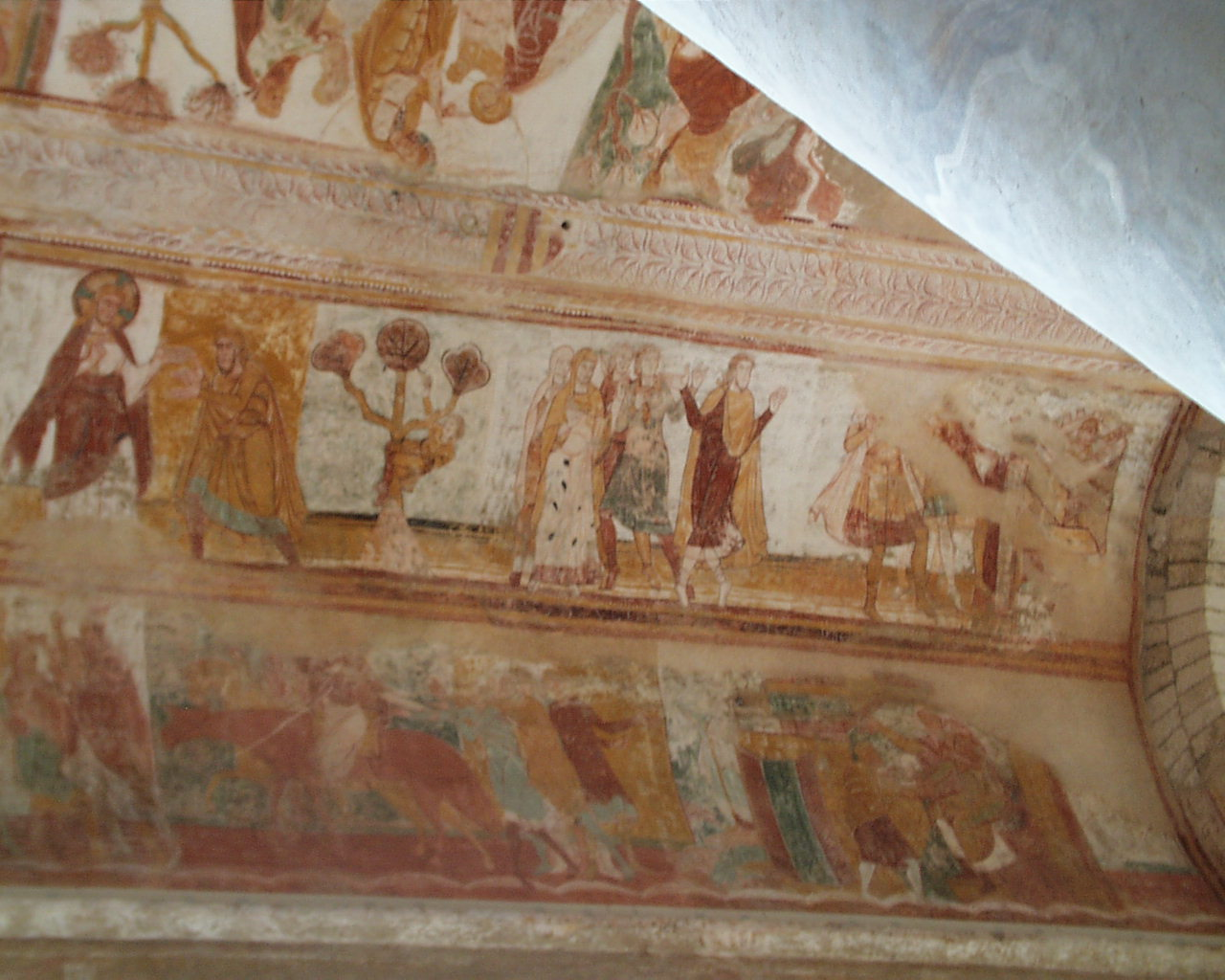
Фрески

Фрески, составившие славу церкви, были созданы в XI—XII веках. Использованные цвета малочисленны, в основном жёлтая охра, красная охра и зелёный, смешанные в различных пропорциях с белым и чёрным (в небольшом количестве присутствует голубой цвет, пигмент которого был очень дорогостоящ в то время).
Живопись покрывает свод главного нефа, нартекс и крипты. На своде центрального нефа фрески располагаются в два яруса, по обоим склонам. Роспись крипт более тщательная. В создании фресок приняли участие несколько мастеров местной живописной школы. К характерным особенностям стиля относятся плоскостные изображения, разномасштабность фигур; иногда ноги и голова персонажей повернуты в разные стороны, из-за чего позы кажутся неестественными.
Фрески иллюстрируют эпизоды ветхозаветной истории — «Сотворение людей», целый цикл, посвящённый Всемирному потопу и Ною, «строительство Вавилонской башни», «Бог говорит к Аврааму», «Авраам и Лот», «Похороны Авраама», «Иаков благословляет Иосифа», «Братья продают Иосифа в рабство», «Переход через Красное море», «Бог дарует Моисею скрижали» и др.
Фрески цикла про Ноя и Всемирный потоп:

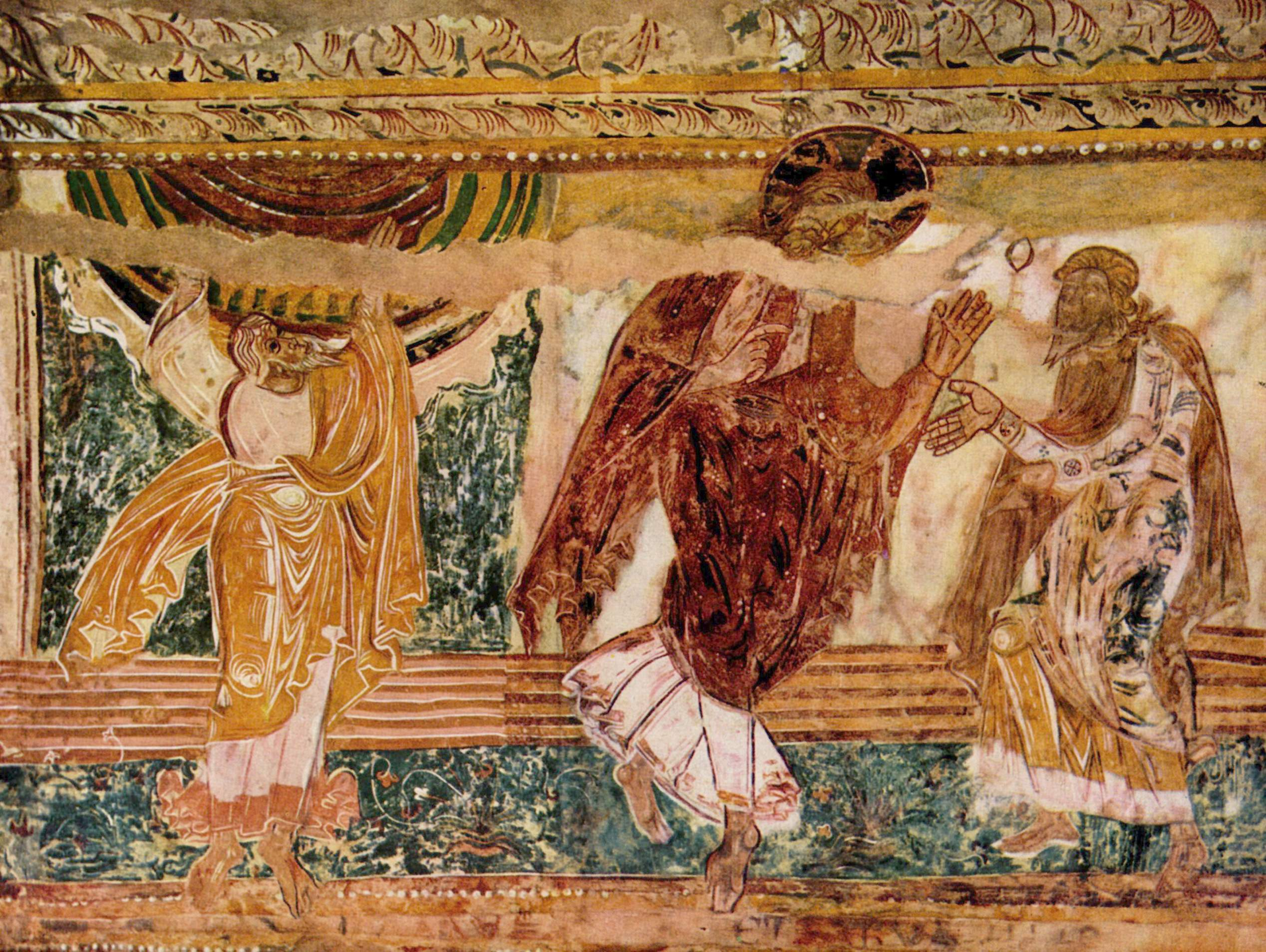
Бог взывает к Ною
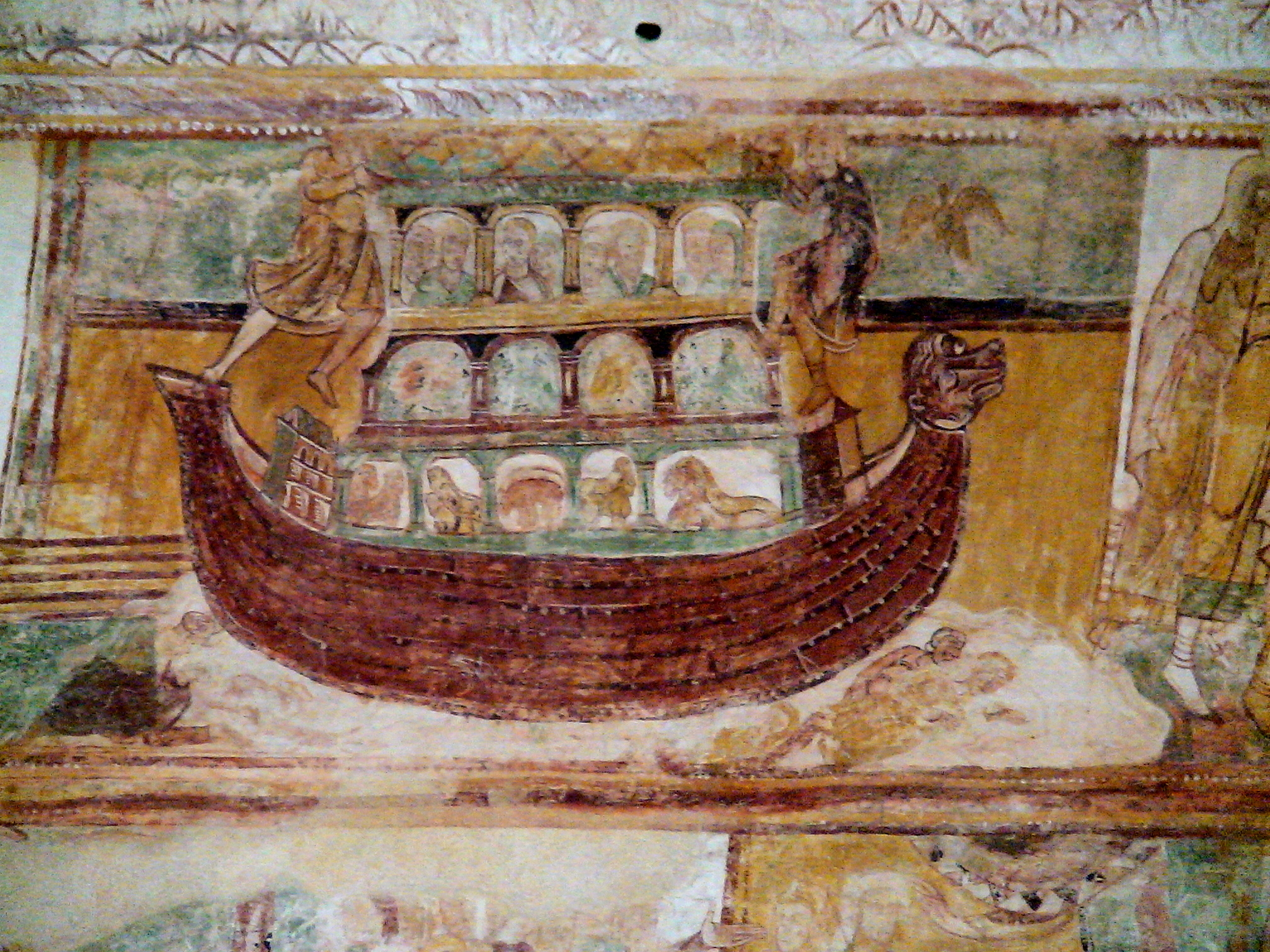
Ноев Ковчег
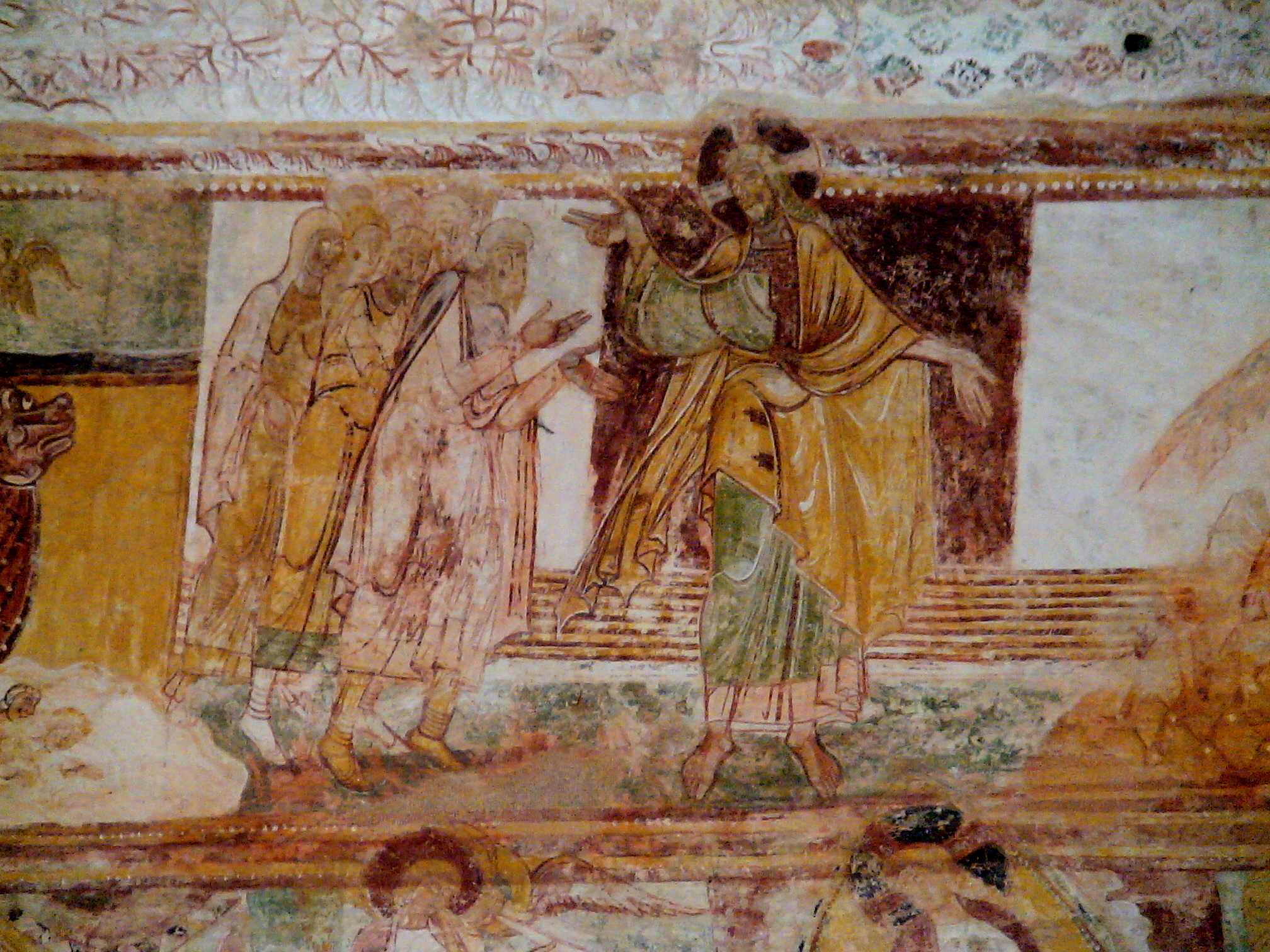
Ной с семейством выходит из ковчега. Бог заключает Завет